# Pascal Rakotomavo
Pascal Joseph Rakotomavo (Antananarivo, 1º aprile 1934 – Reunion, 14 dicembre 2010) è stato un politico malgascio.
Ha ricoperto la carica di Primo ministro del Madagascar dal 21 febbraio 1997 al 23 maggio 1998.